# Scouting America

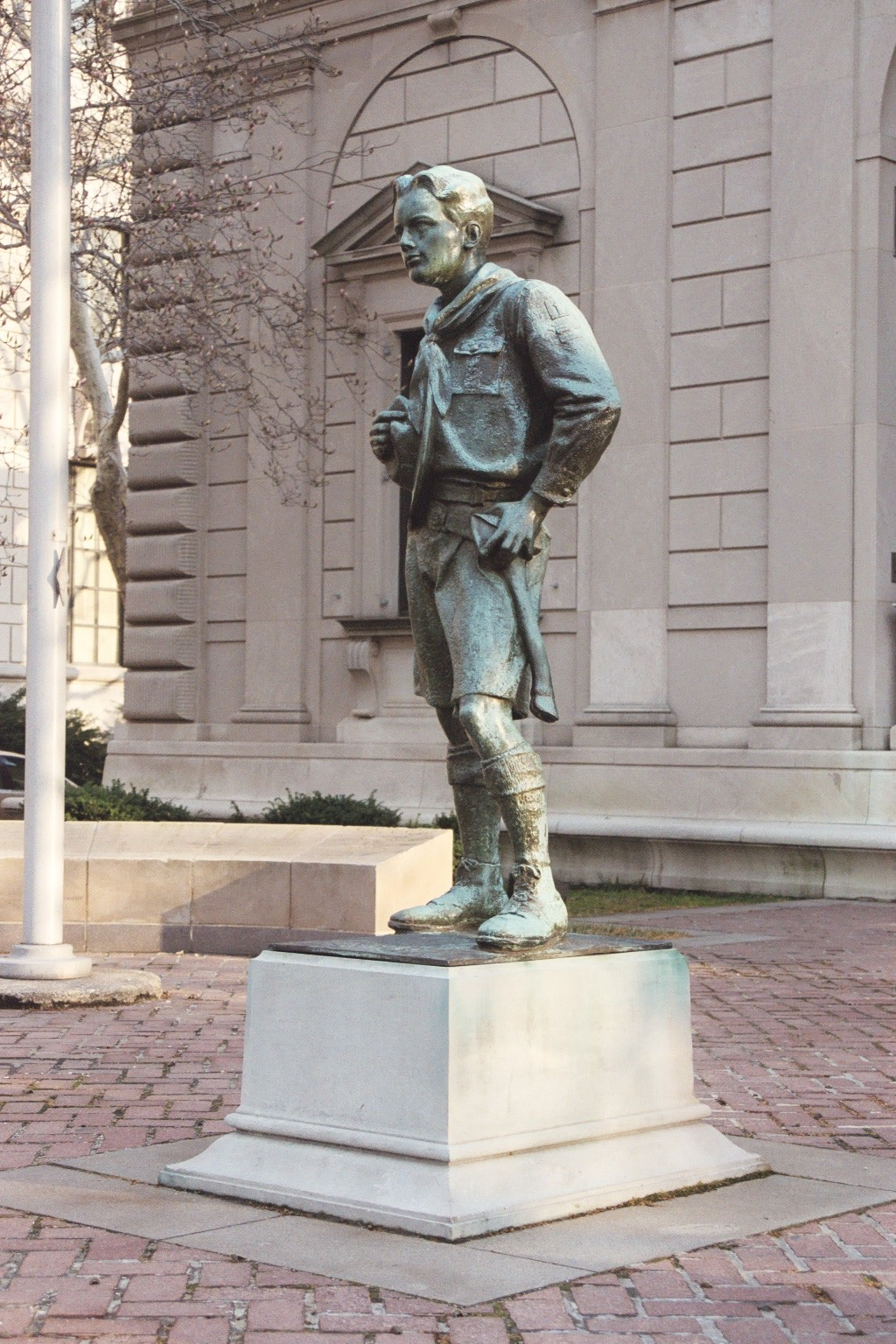
The Ideal Scout, Statue in Philadelphia (Pennsylvania)

Scouting America (bis 7. Februar 2025 Boy Scouts of America) ist der größte US-amerikanische Jugendverband. Die Pfadfinderorganisation ist Mitglied der World Organization of the Scout Movement und richtet sich hauptsächlich an Jungen und Mädchen zwischen 7 und 21 Jahren. 

## Geschichte
Die Boy Scouts of America wurden am 8. Februar 1910 von dem Unternehmer und Philanthropen William D. Boyce gemeinsam mit weiteren Geschäftsleuten und an der Jugendarbeit interessierten Personen gegründet. Boyce hatte die Pfadfinderbewegung zuvor auf einer Reise nach London kennengelernt. Eine Gründungslegende, deren genauer Gehalt nicht mehr verifiziert werden kann, berichtet von einem unbekannten Pfadfinder, der Boyce durch den Londoner Nebel geführt und jede Belohnung dafür abgelehnt habe. Beeindruckt von diesem Engagement, habe Boyce sich dann über die Pfadfinderbewegung informiert und Robert Baden-Powell, den Gründer der Pfadfinderbewegung, getroffen. Möglicherweise spielten aber auch kommerzielle Interessen eine Rolle, da zu den Firmen von Boyce mehrere Zeitungsverlage zählten und die Pfadfinderzeitschriften die damals erfolgreichsten und auflagenstärksten Jugendzeitschriften in Großbritannien waren.
Boyce konnte für die US-amerikanische Pfadfinderbewegung weitere Unterstützer gewinnen, die teilweise schon zuvor eigene Jugendorganisationen angeregt hatten, und deren Organisationen jetzt mit den BSA verschmelzen. Zu ihnen zählten Ernest Thompson Seton mit dem Woodcraft bzw. den Woodcraft Indians oder Daniel Carter Beard mit den Sons of Daniel Boone. Dennoch entstanden verschiedene weitere Pfadfinderorganisationen in den USA, die aber entweder später mit den BSA zusammengingen oder in der Bedeutungslosigkeit verschwanden. Zurückzuführen war dies vor allem auf die sehr früh eingegangenen Bindungen zum Staat. Schon bei der Gründung 1910 wurde dem US-Präsidenten William Howard Taft der Ehrenvorsitz angetragen, eine Tradition, die bis heute fortbesteht.
Fast ebenso wichtig für die Verankerung der BSA in der US-amerikanischen Gesellschaft war die 1913 erfolgte Anstellung von Norman Rockwell als Illustrator der Mitgliederzeitschrift, der das Erscheinungsbild der Pfadfinder auf lange Zeit prägte.
Ihr erstes Nationallager führten die BSA 1937 in Washington, D.C. mit 27.000 Teilnehmern durch. 1938 stiftete Waite Phillips den BSA ein großes Gelände bei Cimarron (New Mexico) in den Rocky Mountains, auf dem die Philmont Scout Ranch entstand, das wichtigste Lagergelände und Ausbildungszentrum des Verbands. 
1967 waren die BSA Gastgeber des 12. World Scout Jamboree, das in Idaho stattfand.
Im Jahr 2000 erreichte die Gesamtzahl aller jemals angemeldeten Mitglieder 100 Millionen.
2013 ließen die Boy Scouts of America auch offen homosexuelle Jungen zu, 2015 gefolgt von offen homosexuellen Gruppenleitern. 2017 wurden schließlich auch Mädchen zugelassen.
Nachdem die Organisation durch Rechtsstreitigkeiten unter starken finanziellen Druck geraten war, teilte der Vorsitzende Jim Turley im Februar 2020 mit, dass man Antrag auf Insolvenz nach Chapter 11 gestellt habe. Ziel sei es, sicherzustellen, dass alle Opfer von sexuellem Missbrauch gleichermaßen unterstützt und entschädigt würden.
Im Mai 2024 teilte die Organisation mit, dass sie sich zum 8. Februar 2025 in Scouting America umbenennen werde, um die Öffnung für weibliche Mitglieder auch im Verbandsnamen abzubilden. [veraltet]

## Organisation

Regionen von Scouting America

Verwaltungstechnisch ist Scouting America hauptsächlich in 272 local councils gegliedert (die zu areas und regions zusammengefasst werden), die in districts untergliedert werden. Außerdem verfügt Scouting America über zwei oversea councils, nämlich das Transatlantic Council (Europa) und das Far East Council (Asien), sowie den Direct Service.
Die Leitung von councils und districts erfolgt durch die sogenannten „Key 3“, bestehend aus einem (oft entlohnten) executive sowie je einem president/chairman und commissioner.
2004 hatten die BSA 2,95 Millionen Mitglieder, die durch 1,15 Millionen Erwachsene geleitet und unterstützt wurden. Von den 122.500 örtlichen Gruppen befinden sich etwa 400 außerhalb der USA, meist an wichtigen Militärstandorten oder Auslandsschulen.
Alle örtlichen Gruppen werden durch eine Chartered Organization (Trägerorganisation) eingerichtet, die in der Regel die Räume und Finanzmittel zur Verfügung stellt. Zu den Trägern zählen vor allem religiöse Gemeinschaften, Jugendverbände und Schulen; zugelassen sind von Scouting America aber auch zahlreiche Unternehmen (u. a. American Express, Nike und UPS) oder Gewerkschaftsverbände wie die American Federation of Labor. Wichtigste Trägerorganisation war bis 2019 die Kirche Jesu Christi der Heiligen der Letzten Tage. In der Regel haben die Träger keinen Einfluss auf die Inhalte der Arbeit; dies gilt aber nicht für die religiöse Erziehung.
Die Mitglieder von Scouting America werden in unterschiedliche Altersstufen eingeteilt, deren örtliche Gruppen weitgehend selbständig sind:
| Altersstufe                 | Alter       | Gruppenname | Geschlechter                           | Anmerkung                             |
| --------------------------- | ----------- | ----------- | -------------------------------------- | ------------------------------------- |
| Cub Scouts                  | 7–10 Jahre  | Pack        | Jungen und Mädchen (gemischte Gruppen) |                                       |
| Scouts BSA                  | 11–18 Jahre | Troop       | Jungen und Mädchen (getrennte Gruppen) | bis 2019: Boy Scouts                  |
| Venturers                   | 13–21 Jahre | Crew        | Jungen und Mädchen (gemischte Gruppen) |                                       |
| Sea Scouts                  | 13–21 Jahre | Ship        | Jungen und Mädchen (gemischte Gruppen) |                                       |
| Exploring/Learning for Life | 5–18 Jahre  |             | Jungen und Mädchen (gemischte Gruppen) | schul- und berufsorientiertes Angebot |

Das Programm Varsity Scouting, das nur auf Jungen ausgerichtet war, wurde 2017 eingestellt.

Innerhalb der Altersstufen gibt es zahlreiche weitere Abstufungen, die meist durch den Erwerb von Leistungs- und Kenntnisabzeichen erreicht werden können. Die wichtigste und höchste Stufe innerhalb der Boy Scouts ist die des Eagle Scouts; das Erreichen dieser Stufe kann auch berufliche Vorteile bringen. Zusammengeschlossen sind die Eagle Scouts in der National Eagle Scout Association (NESA).
Neben dieser gibt es noch zwei weitere wichtige Vereinigungen, die sich an Mitglieder von Scouting America richten. Der Order of the Arrow, ein offizielles Programm der BSA, wird von „indianischen Ritualen“ in der Tradition der Woodcraft Indians geprägt und will zum „fröhlichen Dienst“ ermutigen; die Studentenverbindung Alpha Phi Omega vereint vor allem ehemalige Pfadfinder.

## Kontroversen
Kontroversen gab es über die Zusammenarbeit der BSA mit Industrieunternehmen. Kritisiert wurde unter anderem eine Kooperation der BSA-Sektion Los Angeles mit der Motion Picture Association of America im Jahr 2006, die die Schulung von rund 52.000 Boy Scouts in Urheberrechtsfragen zum Ziel hatte; teilnehmende Boy Scouts bekamen bei erfolgreichem Abschluss der Schulung ein am Copyright-Zeichen orientiertes Abzeichen. Weitere kritisierte Kooperationen der BSA erstreckten sich auf exklusiv lizenzierte Handelsprodukte wie z. B. Messer des Herstellers Buck Knives. Kritisiert wurde außerdem die langjährige Verbindung von Pfadfindertreffen mit Handelsmessen wie der zuletzt im Februar 2013 veranstalteten International Sportsmen’s Exposition in Phoenix, Arizona, an der in einigen Jahren bis zu 20.000 Boy Scouts teilnahmen.
In Teilen der US-amerikanischen Öffentlichkeit wurde kritisiert, dass die BSA noch zu Beginn der 2010er Jahre Homosexuellen, Atheisten und Agnostikern die Mitgliedschaft verwehrten oder sie von Leitungsfunktionen ausschlossen. Die BSA begründeten dies mit den Zielen des Verbandes, zu denen auch die religiöse Erziehung und die Vermittlung von Werten gehören. Im Fall Boy Scouts of America v. Dale bestätigte der Oberste Gerichtshof der Vereinigten Staaten 2000 die Position der BSA, dass diese als Verein die Mitgliedschaftskriterien eigenverantwortlich regeln dürfen. Zahlreiche europäische Pfadfinderverbände kritisierten die BSA für diesen Ausschluss von Personengruppen. Versuche, die Mitgliedschaftsbestimmungen gegenüber homosexuellen Mitgliedern zu ändern, scheiterten bis zum Jahre 2013; im Mai 2013 beschloss der Verein, dass zukünftig homosexuelle Jugendliche Mitglieder werden bzw. sein dürfen. Am Verbot homosexueller Erwachsener als Betreuer hielt der Verein bis 2015 fest, da „homosexuelle Leiter kein positives Rollenvorbild für Heranwachsende“ seien.
In der Vergangenheit gab es wiederholt Berichte über Misshandlungen jüngerer Pfadfinder durch ältere oder Leiter. Um solche Vorfälle zu verhindern, entwickelten die BSA ein Jugendschutzprogramm, das Anforderungen sowohl an die Leiter wie auch an Lagerplätze und Programme festschreibt. Wegen Gewalttätigkeiten auffällig gewordene Pfadfinder wurden aus den BSA ausgeschlossen. 2012 wurde bekannt, dass etwa 80 % der zwischen 1970 und 1991 gemeldeten Missbrauchsfälle nicht an zuständige Stellen weitergeleitet und/oder vertuscht wurden. Nach einer Welle von Klagen zu sexuellen Missbrauchsfällen meldeten die Boy Scouts of America am 18. Februar 2020 Insolvenz nach Chapter 11 an. Bis einschließlich November 2020 hatten mehr als 92.000 frühere Mitglieder Klagen wegen sexuellen Missbrauchs eingereicht.